# Neauphe-sur-Dive
Neauphe-sur-Dive ist eine französische Gemeinde mit 132 Einwohnern (Stand: 1. Januar 2022) im Département Orne in der Region Normandie (vor 2016 Basse-Normandie). Sie gehört zum Arrondissement Argentan und ist Mitglied im Gemeindeverband Terres d’Argentan Interco. Die Einwohner werden Neauphéens und Neauphéennes genannt.

## Geografie

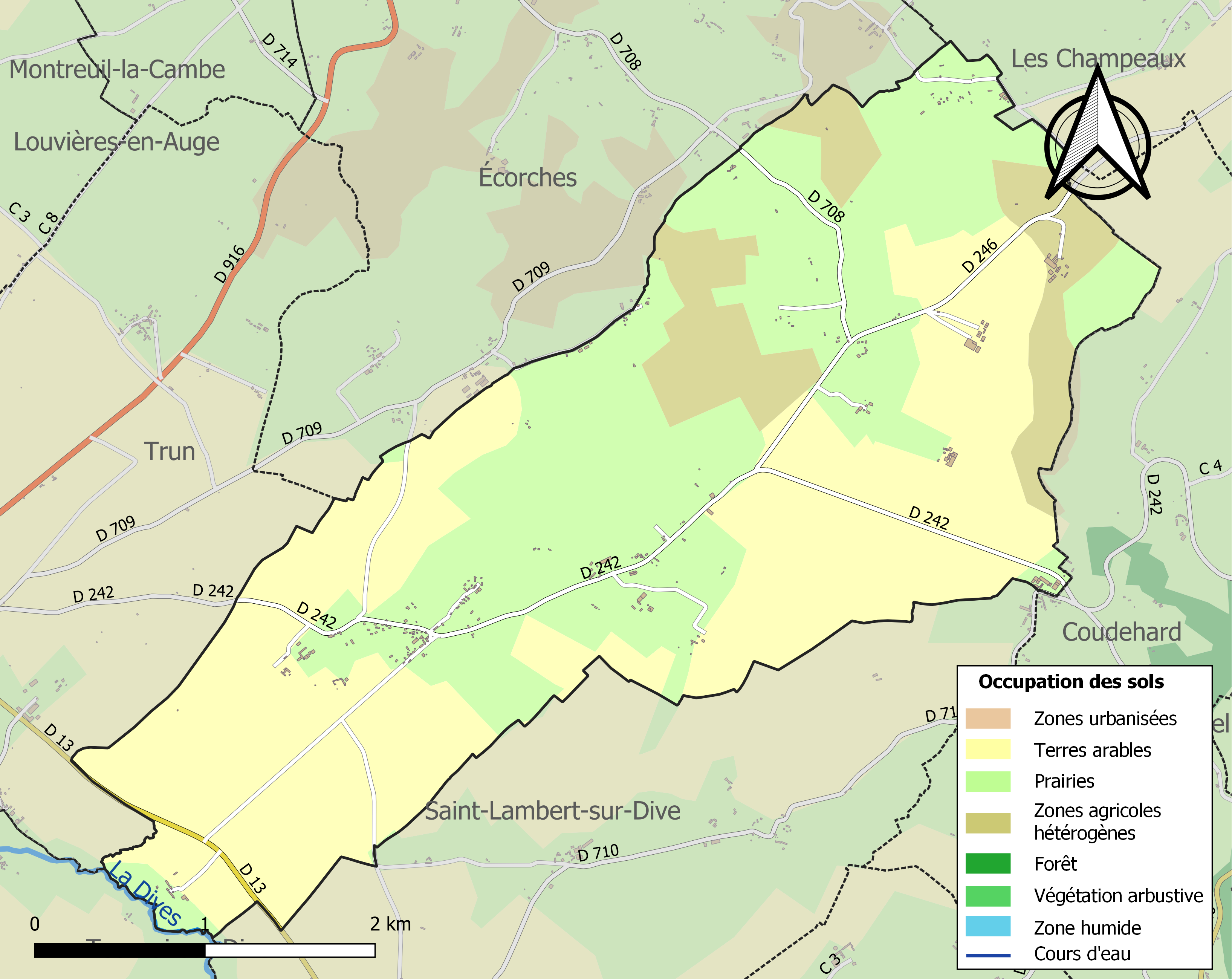
Bodennutzung, Hydrografie und Infrastruktur der Gemeinde (2018)

Neauphe-sur-Dive liegt etwa 14 Kilometer nordnordöstlich von Argentan und etwa 47 Kilometer nördlich von Alençon in der Région naturelle Pays d’Auge. Die Gemeinde besitzt kein ausgesprochenes Zentrum. Das Bürgermeisteramt befindet sich relativ isoliert im Weiler le Hameau Bourdon, Die Dives begrenzt das Gemeindegebiet im Südwesten. Außerdem wird die Gemeinde durch das Flüsschen Foulbec entwässert, das im äußersten Südwesten in die Dives mündet. Das Bürgermeisteramt liegt auf einer Höhe von etwa 130 m. Das Relief des Gebiets fällt nach Süden hin bei der Dives bis auf 83 m ab und steigt im Norden in der beginnenden Schichtstufenlandschaft des Pays d’Auge bei der Erhöhung Blanche Motte auf bis zu 241 m an.
Teile des Gebiets von Neauphe-sur-Dive gehören zur ZNIEFF-Naturzone „Cuesta du Pays d’Auge“ (250008490). Nahezu die gesamte Fläche der Gemeinde wird landwirtschaftlich genutzt (Stand: 2018).
Umgeben wird Neauphe-sur-Dive von den Nachbargemeinden Écorches im Norden und Nordwesten, Les Champeaux im Nordosten, Coudehard im Osten und Nordosten, Saint-Lambert-sur-Dive im Süden und Osten, Tournai-sur-Dive im Süden und Südwesten sowie Trun im Westen.

## Bevölkerungsentwicklung

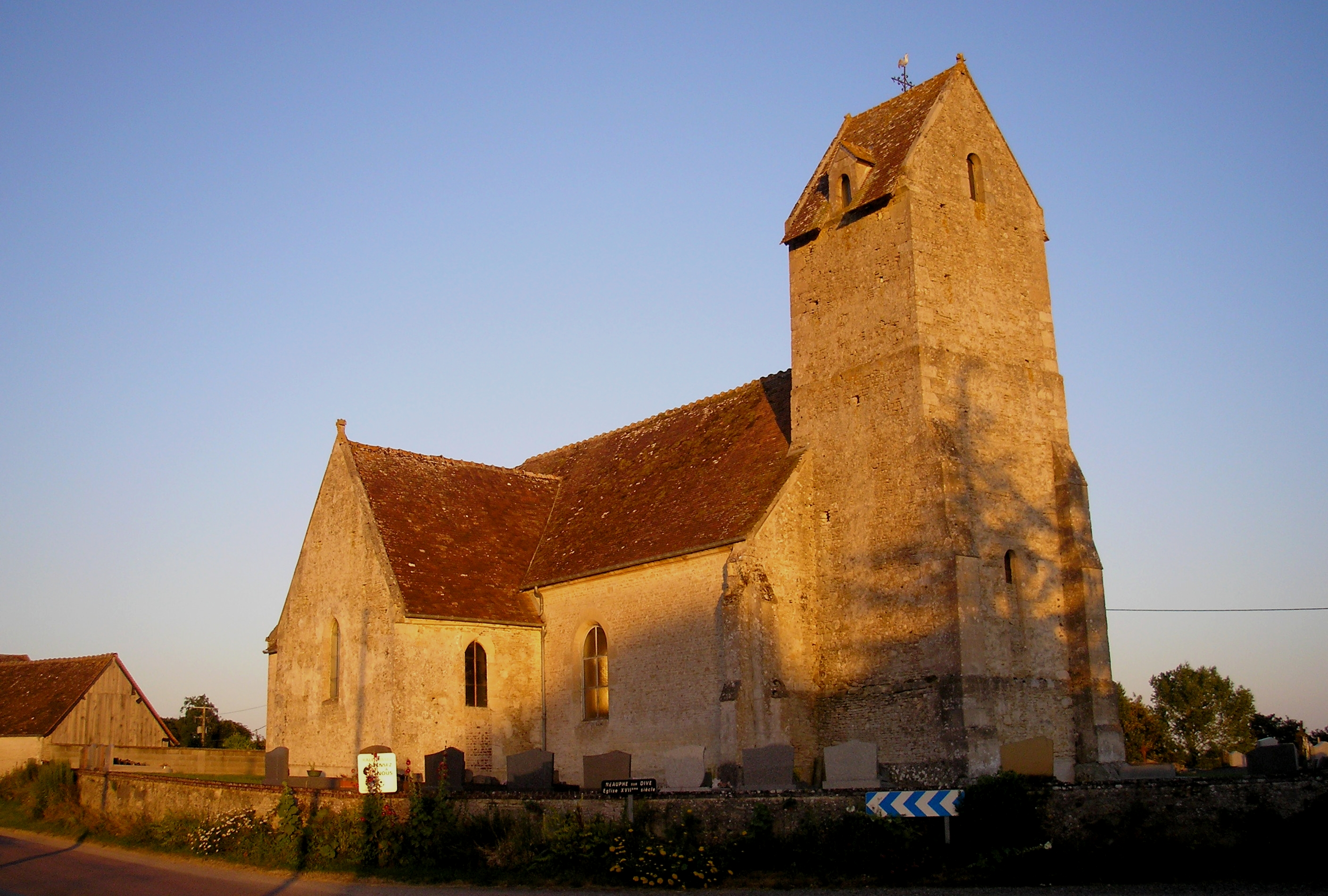
Pfarrkirche Saint-Martin

| Neauphe-sur-Dive: Einwohnerzahlen von 1793 bis 2020                                                                        | Neauphe-sur-Dive: Einwohnerzahlen von 1793 bis 2020 | Neauphe-sur-Dive: Einwohnerzahlen von 1793 bis 2020 | Neauphe-sur-Dive: Einwohnerzahlen von 1793 bis 2020 | Neauphe-sur-Dive: Einwohnerzahlen von 1793 bis 2020 |
| --- | --------------------------------------------------- | --------------------------------------------------- | --------------------------------------------------- | --------------------------------------------------- |
| Jahr |                                                     |                                                     |                                                     | Einwohner                                           |
| 1793 | 1793                                                |                                                     | 528                                                 | 528                                                 |
| 1800 | 1800                                                |                                                     | 487                                                 | 487                                                 |
| 1806 | 1806                                                |                                                     | 434                                                 | 434                                                 |
| 1821 | 1821                                                |                                                     | 418                                                 | 418                                                 |
| 1836 | 1836                                                |                                                     | 450                                                 | 450                                                 |
| 1841 | 1841                                                |                                                     | 443                                                 | 443                                                 |
| 1846 | 1846                                                |                                                     | 445                                                 | 445                                                 |
| 1851 | 1851                                                |                                                     | 449                                                 | 449                                                 |
| 1856 | 1856                                                |                                                     | 431                                                 | 431                                                 |
| 1861 | 1861                                                |                                                     | 414                                                 | 414                                                 |
| 1866 | 1866                                                |                                                     | 369                                                 | 369                                                 |
| 1872 | 1872                                                |                                                     | 284                                                 | 284                                                 |
| 1876 | 1876                                                |                                                     | 280                                                 | 280                                                 |
| 1881 | 1881                                                |                                                     | 303                                                 | 303                                                 |
| 1886 | 1886                                                |                                                     | 268                                                 | 268                                                 |
| 1891 | 1891                                                |                                                     | 254                                                 | 254                                                 |
| 1896 | 1896                                                |                                                     | 236                                                 | 236                                                 |
| 1901 | 1901                                                |                                                     | 246                                                 | 246                                                 |
| 1906 | 1906                                                |                                                     | 218                                                 | 218                                                 |
| 1911 | 1911                                                |                                                     | 256                                                 | 256                                                 |
| 1921 | 1921                                                |                                                     | 234                                                 | 234                                                 |
| 1926 | 1926                                                |                                                     | 258                                                 | 258                                                 |
| 1931 | 1931                                                |                                                     | 214                                                 | 214                                                 |
| 1936 | 1936                                                |                                                     | 264                                                 | 264                                                 |
| 1946 | 1946                                                |                                                     | 278                                                 | 278                                                 |
| 1954 | 1954                                                |                                                     | 245                                                 | 245                                                 |
| 1962 | 1962                                                |                                                     | 240                                                 | 240                                                 |
| 1968 | 1968                                                |                                                     | 217                                                 | 217                                                 |
| 1975 | 1975                                                |                                                     | 200                                                 | 200                                                 |
| 1982 | 1982                                                |                                                     | 142                                                 | 142                                                 |
| 1990 | 1990                                                |                                                     | 147                                                 | 147                                                 |
| 1999 | 1999                                                |                                                     | 134                                                 | 134                                                 |
| 2006 | 2006                                                |                                                     | 137                                                 | 137                                                 |
| 2013 | 2013                                                |                                                     | 140                                                 | 140                                                 |
| 2020 | 2020                                                |                                                     | 136                                                 | 136                                                 |
| Quelle(n): EHESS/Cassini bis 1999, INSEE ab 2006 Anmerkung(en): Ab 1962 offizielle Zahlen ohne Einwohner mit Zweitwohnsitz |                                                     |                                                     |                                                     |                                                     |

## Sehenswürdigkeiten
- Pfarrkirche Saint-Martin im Weiler L’Èglise aus dem frühen 17. Jahrhundert. Sie birgt zahlreiche Ausstattungsgegenstände, die in der Base Palissy gelistet sind, darunter eine große Anzahl, die als Monument historique der beweglichen Objekte eingeschrieben sind.
- Reste einer Turmhügelburg im Weiler Bas Rouvrais aus dem Frühmittelalter
- Herrenhaus im Weiler La Cour Bonnet mit einem Wohngebäude aus dem 19. Jahrhundert, einer Scheune aus dem 16. Jahrhundert und einem Eingangstor aus dem 17. Jahrhundert
- Herrenhaus im Weiler La Harangerie aus dem 17. Jahrhundert
- Herrenhaus im Weiler Secqueville aus dem 18. Jahrhundert

## Verkehr
Neauphe-sur-Dive liegt abseits größerer Verkehrsachsen. Die nachgeordneten Departementsstraßen D 242, D 246 und D 708 sowie lokale Landstraßen verbinden die Weiler der Gemeinde und Nachbargemeinden.